# Червонец огненный
Червонец огненный, или многоглазка огненная (лат. Lycaena virgaureae) — дневная бабочка из семейства голубянок.

## Распространение
Европа, Кавказ, Сибирь, Дальний Восток, Корея, Северный Китай, Монголия, Казахстан, Передняя Азия.

## Описание
Длина переднего крыла у самцов 14—20 мм, а у самок 14—19 мм. Верхняя сторона крыльев оранжевая. На нижней стороне крылья с чёрными точками на оранжевом фоне. Характерен сильно выраженный половой диморфизм (самки светлее).
- Lycaena virgaureae ♂
- Lycaena virgaureae ♂  △

Гусеницы питаются на гречишных растениях (щавель). Встречаются на лугах. Зеленоватые гусеницы покрыты короткими волосками белого цвета.

## Систематика
Иногда червонец огненный рассматривается в составе рода Heodes (синоним или подрод в составе рода Lycaena) Подвиды:.
- Lycaena virgaureae armeniaca (A. Bang-Haas, 1906)
- Lycaena virgaureae lena (Kurenzov, 1970) — Якутия.
- Lycaena virgaureae miegii Vogel, 1857. — Северная и центральная Испания на высотах от 600 до 1600 метров.
- Lycaena virgaureae montanus Meyer-Dür, 1851. — Альпы (Франция, Швейцария, Италия, Германия, Австрия) на высотах от 1700 до 2000 метров.
- Lycaena virgaureae sublpinus Vogel, 1857
- Lycaena virgaureae virgaureae
- Lycaena virgaureae virgaureola — Дальний Восток, Китай, Корея, Монголия.

## В нумизматике
Червонец огненный изображён на памятной монете острова Ниуэ новозеландском долларе 2010 года выпуска.

## Галерея
- Самец
- Самка
- Почтовая марка Азербайджана, 2014